# Hermann Hartmann (Unternehmer)

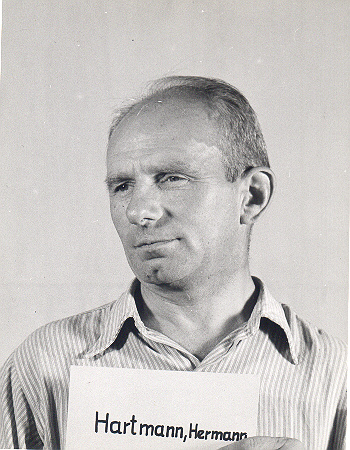
Hermann Hartmann als Zeuge bei den Nürnberger Prozessen.

Hermann Hartmann (* 21. März 1890 in Offenbach am Main; † 9. Oktober 1953 in Oberstdorf) war ein deutscher Unternehmer.

## Leben und Wirken
Hartmann war von den 1930er Jahren bis zu seinem Tod Direktor und Mitglied des Vorstandes der Maschinenfabrik Hartmann A.G. in Offenbach. Von 1938 bis 1945 amtierte er außerdem als Präsident und von 1950 bis 1953 Beiratsmitglied der Industrie- und Handelskammer Offenbach. Ferner war er Mitglied des Vorstandes des Vereins Deutscher Maschinenbauanstalten in Frankfurt am Main.
Nach dem Zweiten Weltkrieg nahm Hartmann als Zeuge an den Nürnberger Prozessen teil.